# Gonomyia cairnensis
Gonomyia cairnensis är en tvåvingeart som beskrevs av Alexander 1920. Gonomyia cairnensis ingår i släktet Gonomyia och familjen småharkrankar. Inga underarter finns listade i Catalogue of Life.